# برادران (فیلم ۲۰۰۷)
«برادران» (انگلیسی: Brothers (2007 film)) یک فیلم است که در سال ۲۰۰۷ منتشر شد. از بازیگران آن می‌توان به اندی لاو اشاره کرد.